# Поттер, Джон
Джон Поттер (англ. John Potter; Уэйкфилд, Уэст-Йоркшир, 1673 или 1674 — 10 октября 1747) — епископ Оксфордский (1715-1737), 83-й архиепископ Кентерберийский (1737—1747).

## Биография

### Ранние годы
Джон Поттер был сыном Томаса Поттера, торговца льняными тканями в Уэйкфилде, Уэст-Йоркшир, и получил начальное образование там же, в грамматической школе имени королевы Елизаветы. Отец придерживался пресвитерианских убеждений и воспитал сына диссентером. В 1688 году Поттер поступил в Университетский колледж (Оксфорд), для чего должен был письменно признать истинность 39 статей англиканского вероисповедания. Видимо, в наказание за вероотступничество, отец лишил его содержания, и Поттер занялся частными уроками. В 1692 году он получил степень бакалавра искусств, а в 1694 — магистра искусств. В том же 1694 году его избрали преподавателем Линкольнского колледжа (Оксфорд).
В 1694 году при помощи мастера Университетского колледжа Оксфорда Артура Чарлетта Поттер издал свои первые исследования в классической истории Variantes lections at Notoe и Plutarchi librum de audiendis poetis. В 1697 и 1698 годах он опубликовал Archaeologia Graeca, а в 1715 — Klementos Alexandros ta Euriskomena.

### Церковное служение
В 1697 году Поттер стал ректором церкви в Гринз Нортоне (Нортгемптоншир), где оставался до 1700 года; в то же время он стал викарием в Колби, (Линкольншир) и занимал эту должность до 1709 года. В 1698 году он стал дьяконом, в 1699 году был посвящён в сан епископом Личфилдским Джоном Хау, при котором состоял капелланом. В 1704 году Поттер получил степень бакалавра богословия и переехал в Ламбет, где стал капелланом при архиепископе Кентерберийском Томасе Тенисоне. В 1706 году Поттер получил степень доктора богословия и стал капелланом королевы Анны. В том же году он оставил место преподавателя Линкольнского колледжа и стал ректором церкви в Монгехэме (Кент), а в 1707 году оставил это место и стал ректором в Монкс Рисборо (Бакингемшир).
В течение своей церковной карьеры Джон Поттер считался приверженцем учения Высокой церкви, в 1707 году он опубликовал The Discourse on Church Government («Рассуждение о церковном управлении»), возмутившее его отца. Тем не менее, в политике он являлся сторонником вигов и по этой причине подвергался критике как сторонник низкой церкви. При поддержке 1-го герцога Мальборо Джона Черчилля Поттер получил в 1708 году звание королевского профессора богословия, а также должности каноника колледжа Крайст-Чёрч (Оксфордский университет) и ректора церкви в Ньюингтоне (Оксфордшир).
В 1715 году Поттер был рукоположён в епископа Оксфордского, поддержал Акт о престолонаследии 1701 года (этот документ лишал род Стюартов прав на престол Великобритании), и нового короля Георга I, в первую годовщину правления которого прочитал проповедь в Палате лордов. Впоследствии он нередко обращался с проповедью к королевскому двору, провёл в 1727 году обряд коронации Георга II и Каролины. Джон Поттер последовательно уклонялся от участия в публичных богословских диспутах, но в 1719 году при поездке по епархии обратился к духовенству, косвенно подвергнув критике проповедь епископа Бангорского Бенджамина Хоадли о природе Царства Христа и арианское учение, а позднее опубликовал свой ответ на печатное возражение Хоадли.
По настоянию архиепископа Кентерберийского Уэйка, Поттер регулярно исполнял обязанности члена парламента и даже снял в Лондоне дом для проживания там во время сессий.

### Архиепископ Кентерберийский
В 1737 году умер архиепископ Кентерберийский Уильям Уэйк, и, по рекомендации лорда-хранителя Малой печати лорда Херви, кафедру занял Джон Поттер (интронизация состоялась 28 февраля 1737 года). В новой должности он всемерно противодействовал предложениям церковной реформы. Несмотря на известную приверженность взглядам вигов, он стремился не участвовать в политике и ограничивался церковными вопросами, за что подвергался критике в периоды кризисов (угроза французского вторжения в 1743 году, Якобитское восстание в 1745). Тем не менее, оказавшись в конечном итоге в опале со стороны королевского двора, в 1747 году он безуспешно пытался поддержать избрание принца Уэльского Фредерика канцлером Кембриджского университета.
Джон Поттер внезапно умер от апоплексического удара 10 октября 1747 года и был похоронен в Кройдонской приходской церкви.

## Семья
Будучи каноником Крайст-Чёрч, Джон Поттер женился на мисс Веннер, от которой имел десять детей, только четверо из них пережили отца. Старший сын Джон (ум. 1770) стал англиканским священнослужителем, с 1741 года — архидьяконом в Оксфорде, но позднее утратил расположение отца и даже лишён наследства из-за неравного брака с прислугой. Второй сын, Томас (1718—1759), стал юристом, известным политиком, членом Парламента.